# Mittleres Wesertal

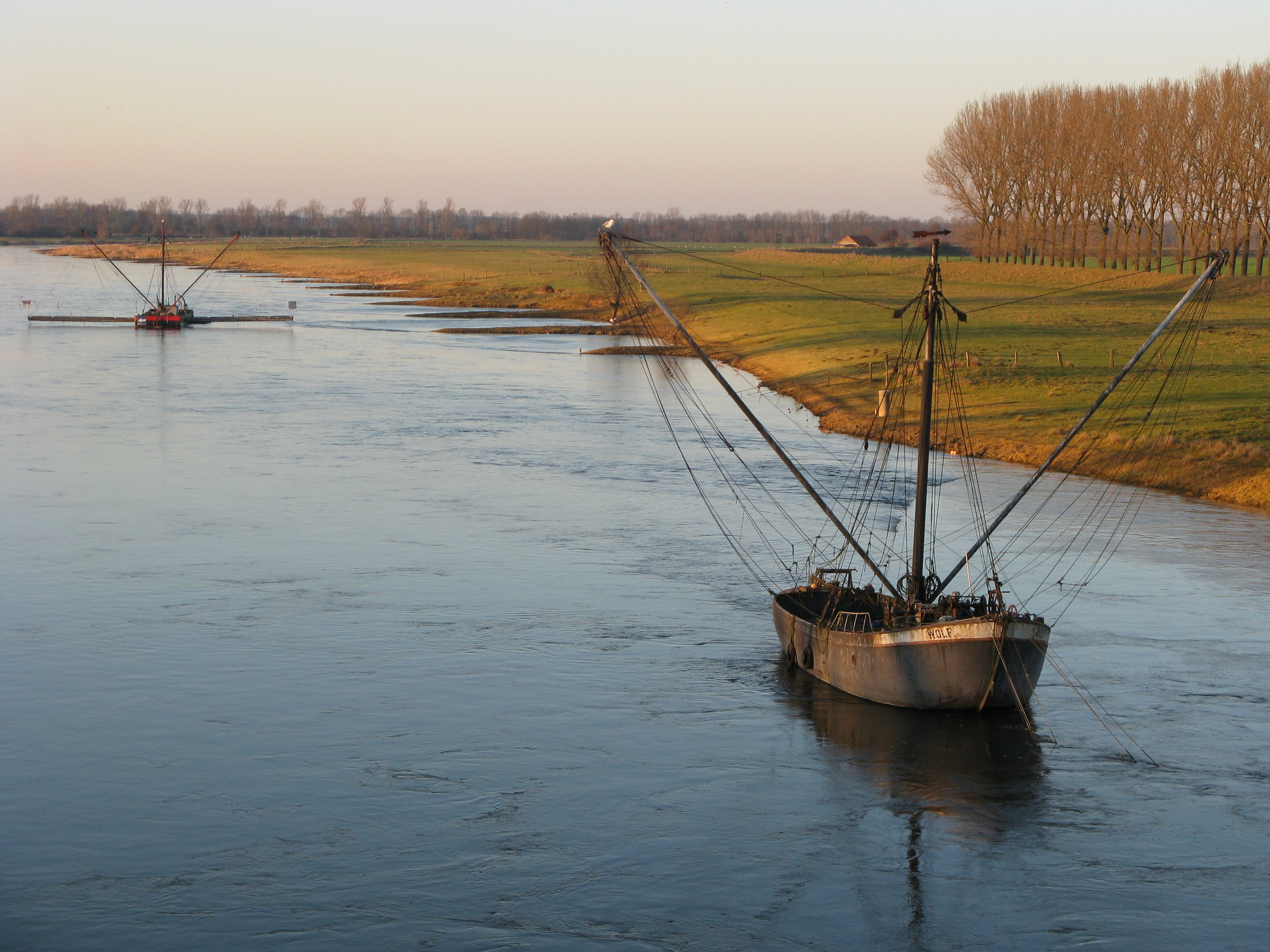
Blick in die Weseraue von der Staustufe Schlüsselburg

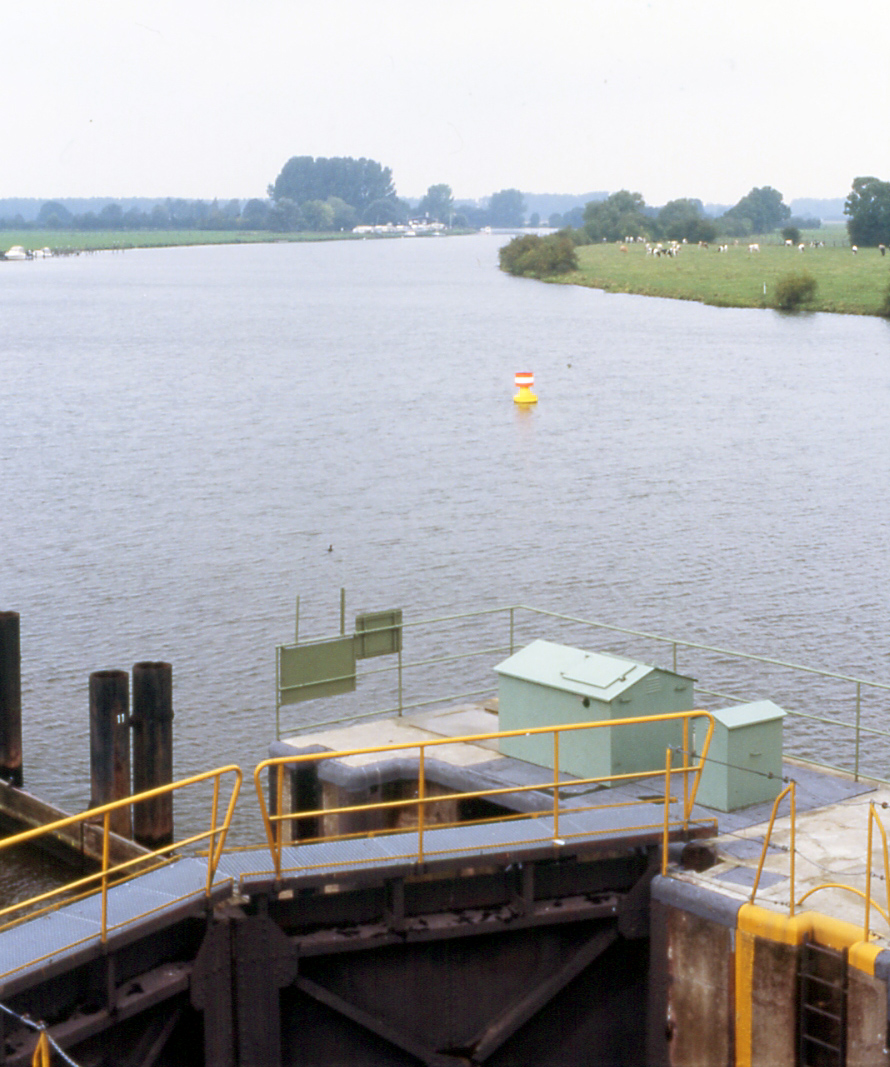
Mittelweser bei Drakenburg, im Vordergrund das Weserwehr Drakenburg

Das Mittlere Wesertal ist ein 469 km² großer, deutlich nach Norden ausgerichteter Teil der Weserniederung des Flusses Weser im Norddeutschen Tiefland zwischen der Porta Westfalica und der Stadt Hoya. Es schließt sich nördlich an das deutlich tiefer eingekerbte Obere Wesertal an und wird nach Nordwesten vom deutlich breiteren Verdener Wesertal abgelöst. 
In seinem mittleren Abschnitt hat das Mittlere Wesertal nur sehr mittelbaren Talcharakter, da es dort kaum von Randhöhen begrenzt wird. Entsprechend heißt der Naturraum auf den  naturräumlichen Einzelblättern (1:200.000) 72 Nienburg (Weser) und 85 Minden auch einfach Mittelweser, wobei jedoch auch das sich anschließende Verdener Wesertal landläufig zur Mittelweser gezählt wird. 
Das Mittlere Wesertal liegt größtenteils in Niedersachsen, sein südliches Viertel in Nordrhein-Westfalen. 

## Verlauf
Wo mit der Porta Westfalica zwischen Wiehengebirge im Westen und Wesergebirge im Osten bei Weser.km 198 das eigentliche Wesertal (im Weserbergland) endet, beginnt das so genannte Mittlere Wesertal. Zehn Kilometer weiter nördlich, am Wasserstraßenkreuz, beginnt nach Definition der Schifffahrt die Mittelweser und fließt im Norddeutschen Tiefland durch Petershagen und Nienburg. Das namentliche Mittlere Wesertal endet bei Hoya (Weser-km 303,6), wo die Mittelweser das Breslau-Magdeburg-Bremer Urstromtal erreicht. Dessen ungeachtet gehört auch das Verdener Wesertal zur nicht tidenbeeinflussten Mittelweser und die Unterweser beginnt bei Weser-km 361,1 am Hastedter Wehr in Bremen bzw., Unterweser-km 0 (schifffahrtstechnisch), bei Weser-km 366,72. 
Als naturräumliche Einheit nimmt das Mittlere Wesertal, das aus Flussauen- und Flussterrassenflächen besteht, einen maximal 10 km breiten Landstreifen beiderseits der Mittelweser ein. Es wird der Dümmer-Geestniederung und der Mittelweserregion zugerechnet. Besonders zu beachten sind die Naturschutzgebiete Weseraue und Staustufe Schlüsselburg.

## Naturräumliche Gliederung
In der 7. Lieferung des Handbuchs der naturräumlichen Gliederung Deutschlands stand 1961 im Intro noch ein Text, der durch die Kartierung des Buches von 1960 und die 1959 erschienenen Einzelblätter 1:200.000 72 Nienburg (Weser) und 85 Minden (beide, wie auch der Abschnitt im Handbuch, von Sofie Meisel) bereits obsolet geworden war und sich noch auf die vorläufige Kartierung von 1954 bezog. Ursprünglich sollte die Einheit unter dem Namen Schlüsselburger Wesertalung nur das Tal ohne Randterrassen bis Liebenau erfassen mit einer Fläche von 123,2 km². In der nachfolgenden Beschreibung bezieht sich das Handbuch jedoch bereits auf die heutige Ausdehnung.
Die Blätter Nienburg und Minden hatten jedoch das Tal bereits deutlich umfangreicher definiert und gegliedert. Meisel teilte das Wesertal in Fließrichtung nominell nur in einen Oberen (371.1) und Unteren (371.0) Abschnitt, wobei der untere Abschnitt mehr als doppelt so lang war wie der obere. Da jedoch die Einheit 371.0 nicht nur durch die deutlich einengenden Randhöhen des Nordteils im Vergleich zum seitlich kaum begrenzten Südteil sich zum einen geomorphologisch deutlich unterscheiden, zum anderen die von Meisel definierten Randterrassen ebenfalls eine Dreiteilung der Mittelweser in Fließrichtung nahelegen, ist im Folgenden der Südteil von 371.0 als Mittlere Mittelweser zusammengefasst. Damit entspricht die Weseraue im mittleren und oberen Abschnitt auch der Schlüsselburger Wesertalung aus der älteren Version des Handbuchs.
Nachfolgend sind die Weserabschnitte weseraufwärts von Nord nach Süd, die feineren Naturräume je von West nach Ost geordnet:
- (zu 58 Dümmer-Geestniederung)
  - 583 Mittleres Wesertal
    - 583.0 Nordteil: Untere Mittelweser
      - 582.01 Bückener Vorgeest (deutlich links)
      - 583.02 Hoyaer Lehmplatte (links)
      - 583.00 Nordteil: Weser-Aue Von Nienburg bis Hoya (Weser-km 258,5–303.6)
      - 583.03 Nienburg-Eystruper Dünen-Terrassenstreifen (rechts)

    - 583.0 Südteil: Mittlere Mittelweser
      - 583.04 Stolzenauer Terrasse (links)
      - 583.00 Südteil: Weser-Aue von Stolzenau bis Liebenau (Weser-km 228,6–258,5)
      - 583.05. Landesbergener Terrasse (rechts)

    - 583.1 Obere Mittelweser
      - 583.10 Weser-Aue von Minden bis Petershagen (Weser-km 198,0–228,6)
      - 583.11 Lahder Terrasse (rechts)
      - 583.12 Mindener Terrasse (links)

### Obere Mittelweser
Der an der Porta Westfalica beginnende, oberste Abschnitt des Mittelwesertals ist nach Westen durch das Lübbecker Lößland (533; Einheit Hartumer Lößplatte, 533.5), ab Wietersheim durch die Diepenauer Geest (582; Untereinheiten der Rahdener Geest, 582.1) deutlich begrenzt, nach Osten durch die Loccumer Geest (628), die bei Ilvese nach Norden abrupt endet. Lediglich im Südosten der Mindener Kernstadt geht das Tal, eingeleiteten von der sehr kleinen Mindener Terrasse, nach Westen in die flachwellige, zu ihr senkrecht verlaufende Bastau-Niederung (533.4) der Bastau über und östlich der Kreisstadt in das ähnlich flachwellige, nach Nordosten verlaufende Bückebergvorland (522). Südlich der Bastau-Niederung füllt der Rothenuffelner Lößhang (533.3) den schmalen verbleibenden Raum zwischen Niederung und Wiehengebirge, südlich des Bückebergvorlandes begrenzen die westlichen Randhöhen des Kleinenbremener Beckens (378.02) das Wesertal unmittelbar nördlich des Wesergebirges nach Osten.
Die Weser verläuft weitgehend an der Westseite ihrer Talung und nur die Ostseite ist mit der Lahder Terrasse weitgehend terrassiert.

### Mittlere Mittelweser
Im bei Ilvese unmittelbar nach der Gehlemündung beginnenden mittleren Abschnitt des Mittelwesertals geht die Landschaft nach Westen in die Diepholzer Moorniederung (584) und nach Osten in die Hannoversche Moorgeest (622) über – in beide ohne nennenswerte Höhenunterschiede.  Erst die deutlich entfernte Kirchdorf-Uchter Endmoräne („Die Böhrde“; 584.14; 85,2 m ü. NHN) bei Kuppendorf überragt im Westen, nordwestlich Stolzenaus, das Wesertal deutlich. Südöstlich der genannten Stadt ragen in ähnlicher Entfernung die noch imposanteren Rehburger Berge (628.1; bis 161,4 m) bei Bad Rehburg und unweit des Steinhuder Meeres empor.
Deutlich näher kommen dem Wesertal von Westen die Steyerberger Endmoränen (594.15; Eickhofer Heide) nördlich Steyerbergs mit den bis 89 m hohen Heisterbergen im Westen, die sich jenseits der Großen Aue unmittelbar an die Stolzenauer Terrasse anschließen. Sie stellen den südlichsten Zipfel der Syker Geest (594) dar und werden nach Norden durch weitere Teillandschaften derselben fortgesetzt, die schließlich das Tal verriegeln und den Weserlauf parallel nach Osten versetzen.

### Untere Mittelweser
Sofie Meisel ließ die Landesbergener Terrasse nach Norden an der Hannoverschen Straße von Nienburg nach Langendamm in die Nienburg-Eystruper Dünen-Terrassenstreifen übergehen, analog wechseln auf Blatt Nienburg auch die östlichen Nachbareinheiten von Hannoverscher Moorgeest (622.01 Meerbach-Niederung im Süden) und Aller-Talsandebene (627; Untereinheit 627.10 Diensthoop-Heemsener Talsandgebiet im Norden) einander ab. Früher endete an dieser Straße nach Süden auch die Bebauung Nienburgs. Heute geht die Besiedlung der Stadt deutlich darüber hinaus, und speziell die Dünengebiete ziehen sich nach Süden bis Estorf.. Da nördlich Estorfs und jenseits der Weser, bei Binnen, die Syker Geest mit dem 66 m hohen Klinkenberg am deutlichsten unmittelbar vor die linksseitige Große Aue und Weser tritt und zur Ostverlagerung bzw. vorübergehenden Nordostrichtung der Weser führt, wäre die Nord-Süd-Linie Binnen–Estorf eine vergleichsweise natürliche Talabschnittsgrenze, die auch der ursprünglichen Nordgrenze der „Schlüsselburger Wesertalung“ von 1954 nahekommt.
Schon in Nienburg nimmt die Weser mit dem Zufließen des Meerbachs von rechts wieder einen nach Norden gerichteten Verlauf an; unmittelbar östlich der Stadt erreicht die Hannoversche Moorgeest im Nordwesten der Untereinheit Husum-Linsburger Geest (622.00) wesernah Höhen um 60 m und überragt damit die Weser um rund 40 m. Linksseitig liegen die Höhenlagen der Syker Geest sogar noch etwas darüber, was wieder zu einem spürbaren Talcharakter führt.

## Nebenflüsse
Die wichtigsten Nebenflüsse des Mittelwesertals fließen der Weser unmittelbar zu Beginn des Nienburger Abschnitts in Form der von links, vom Ravensberger Hügelland jenseits des Wiehengebirges kommenden, unterhalb Liebenaus mündenden Großen Aue und des in Nienburg von rechts, aus dem Steinhuder Meer kommenden Meerbachs zu. Direkt aus den benachbarten Geestlandschaften kommen die unterhalb mündenden Führser Mühlbach (Husum-Linsburger Geest, Hannoversche Moorgeest; Mündung von rechts in Drakenburg) und Bückener Mühlenbach (Syker Geest; Mündung von links oberhalb Hoyas).
Während im Stolzenauer Abschnitt kein nennenswerter Nebenfluss mündet, sind im ostwestfälischen, südlichen Abschnitt die an der nördlichen Nahtstelle, in Ilvese, von rechts mündende Gehle sowie die ebenfalls von rechts kommende, in Petershagen mündende Bückeburger Aue die wichtigste Nebenflüsse, gefolgt von der aus einer Wiehengebirgs-Randsenke kommenden Bastau, die in Minden von links mündet, und der in Petershagen linksseitig mündenden Ösper.
Die linken Nebenflüsse Bückeberger Aue (Süden), Gehle (nördlicherer Süden), Meerbach (Mitte) und Führser Mühlbach (Norden) begleiten nach ihrem Austritt aus den östlichen Geestlandschaften über längere Abschnitte die Weser östlich parallel, bevor sie münden.
Für eine annähernd komplette Auflistung aller Zuflüsse des Mittelwesertals siehe auch:
- Liste der Zuflüsse des Mittelwesertals.

## Politische Aufteilung
Im nordrhein-westfälischen Kreis Minden-Lübbecke liegen Porta Westfalica, Minden und Petershagen im Mittleren Wesertal, im niedersächsischen Landkreis Nienburg/Weser haben die Einheits- und Samtgemeinden  Mittelweser, Steyerberg, Weser-Aue, Nienburg/Weser, Heemsen und Hoya an ihm Anteil.